# 羊角島國際飯店
38°59′56.16″N 125°45′4.15″E / 38.9989333°N 125.7511528°E

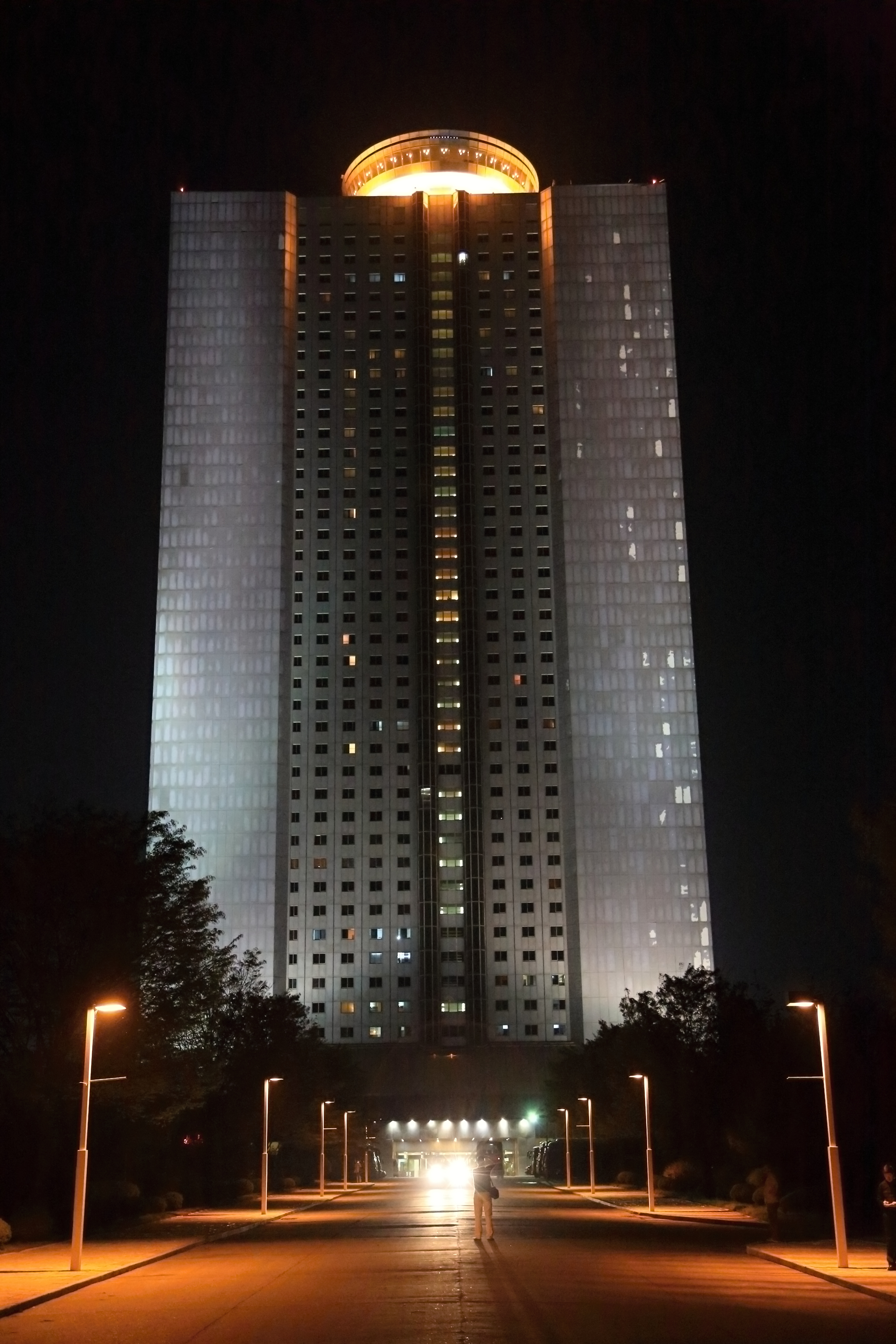
平壤羊角島國際飯店

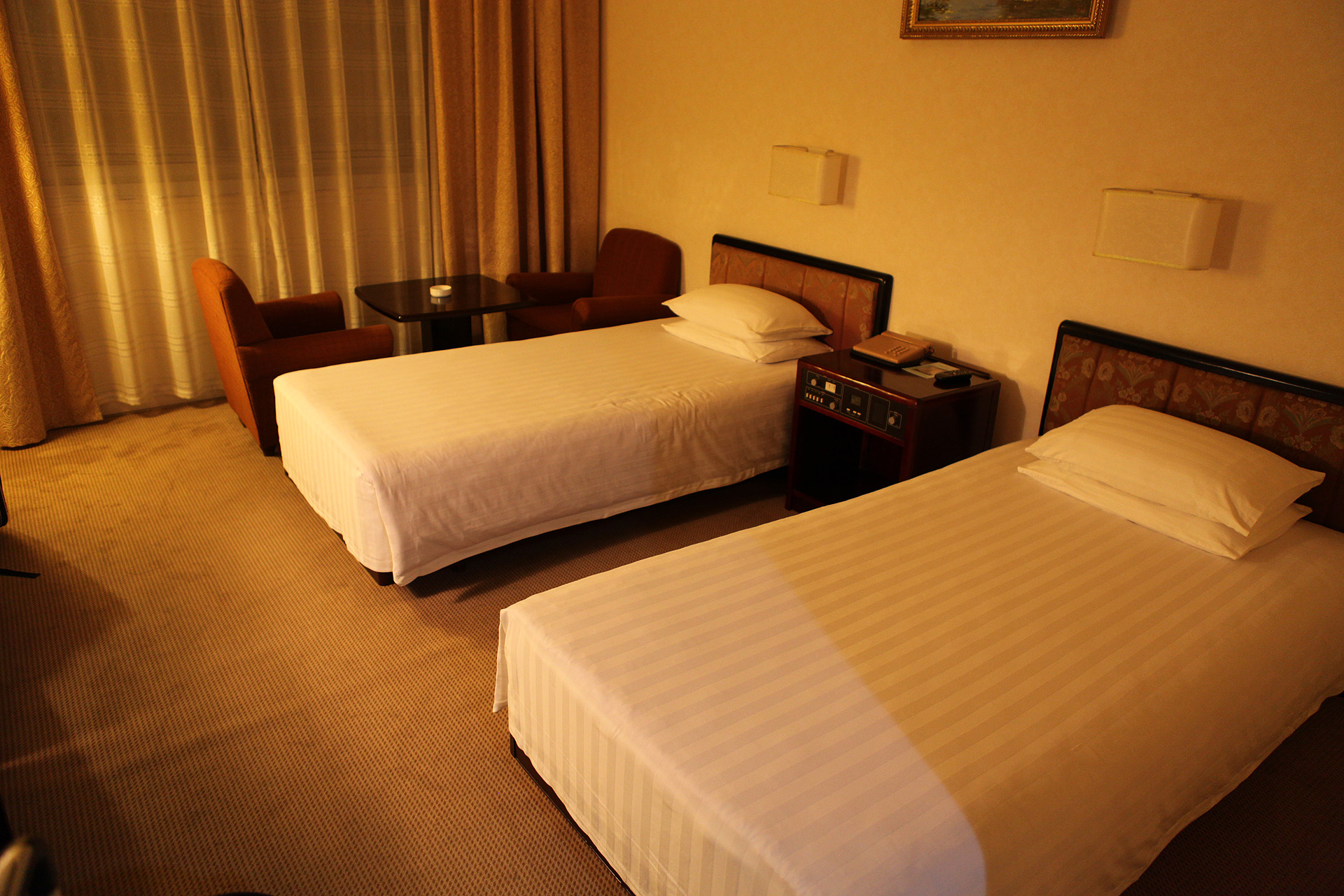
普通房

羊角島國際飯店（：／ Yanggakto Kukche Hotel）是位於朝鮮首都平壤市中區域，大同江中洲羊角島上的國際飯店。飯店開業於1995年，高48層，有客房1,000餘間，床鋪1,900餘張。是繼柳京飯店之後的朝鲜第二高樓，也是與高麗飯店齊名的朝鲜最高級酒店設施。
羊角島國際飯店主要用作接待前往朝鲜的國際遊客。遊客一般被禁止入夜後離開酒店。

## 設施
- 出入口和大廳位於二樓，北側走廊盡頭為分隔成三間的飯店餐廳，分別命名為一號到三號，一號供應國外一般飯店的自助式早餐；二號供應中國菜餚；三號則供應日本料理。
- 一樓位於地下，有設置供外國觀光客消費的對外開放商店、賭場、桑拿、異國風味料理餐廳與迪斯科舞廳，但2012年時僅只剩餘商店與賭場仍有營業。
- 房間分為四等共1,001間，其中特等房10間，一等房23間，二等房90間，三等房（普通房）878間。最低等級且最普遍的三等房（普通房）與一般飯店雙人房別無不同；二等為單人房；一等為空間寬大；最高級的特等房設有獨立的餐厅。
- 基本上每一間房間均設有電話與電視機，不過會依照住房的客人種類功能會有所不同。在有外國觀光客安排入住的場合時房間的電話可以撥打國際長途電話（其中可撥打至美國本地，但南韓例外），使用時的電話費需另外自費與申請開通；電視機的部分可收看来自中国、日本、美国、英国等国家的少数外国频道（中国中央电视台、凤凰卫视、日本广播协会、美国有线电视新闻网、英国广播公司等频道），但在國內房客入住的場合僅只能收看朝鮮中央電視台。
- 2008年紐約愛樂交響樂團來平壤巡迴演出的期間，部分房間有加裝寬頻網路，該樂團巡迴演出結束離開後停用。
- 第48樓的最頂樓是旋轉餐廳。

### 五楼
羊角岛酒店五楼禁止住客进入，该楼层为员工专用区域，电梯上也没有五楼的按钮。但有一些住客会偷偷溜进五楼。根据到过五楼的住客的描述，五楼的天花特别矮，只有其他楼层的一半，还有一些楼梯，看起来还有一层楼。除了天花板的高度，看起来与一般酒店走廊无异，两侧排列着一扇扇门，大部份门都上了锁，只有一道房间的门开着，里面有一些监控屏幕，显示的是酒店房内的情况。五楼的墙上贴满了各种反美、反日还有歌颂金氏家族的宣传画。这些住客在被酒店员工发现时，只是被当做迷路者被劝离，并未受到任何不良对待。
2015年，前往朝鲜旅游的美国大学生奥托·瓦姆比尔，在下榻羊角岛酒店时，被指因试图在酒店不对外开放的区域内偷走一张海报，被朝鲜当局判处15年劳动改造。瓦姆比尔在被拘禁期间被朝鲜政府逼迫写下上万字的认罪书，并且受到严刑拷打，进入昏迷状态，之后一直没有恢复意识，于是朝鲜政府将其送回了美国，朝鲜政府称，其因为食物中毒而昏迷。但美国的法医认为，昏迷的原因是严重外伤。
他最後于2017年6月去世。根据朝鲜提供的低清晰度的监控录像，一些曾经到过羊角岛酒店的人认为，瓦姆比尔闯入的地方是酒店五楼。